# Wit zonneroosje
Het wit zonneroosje (Helianthemum apenninum) is een dwergstruik uit de zonneroosjesfamilie (Cistaceae).
Het is een plant van warme kalkgraslanden van het westelijke Middellandse Zeegebied, die ook lokaal in de Belgische Maasvallei gevonden wordt.

## Naamgeving enetymologie
- Frans: Hélianthème des Apennins
- Duits: Apenninen-Sonnenröschen
- Synoniemen: Helianthemum velutinum Jord., 1846, Cistus apenninus L., 1753

De soortaanduiding apenninum is verwijst naar een belangrijke vindplaats, de Apennijnen.

## Kenmerken
Het wit zonneroosje is een vertakte, 10 tot 30 cm hoge dwergstruik met oplopende of rechtopstaande, viltig behaarde takken. De wortels gaan tot 90 cm diep. De bladeren zijn 1 tot 3 cm lang, lijnlancetvormig tot smal eivormig, met omgerolde bladrand, aan de bovenzijde zwak en aan de onderzijde dicht viltig behaard. De steunblaadjes zijn lijnlancetvormig en ongeveer een kwart van de lengte van de blaadjes.

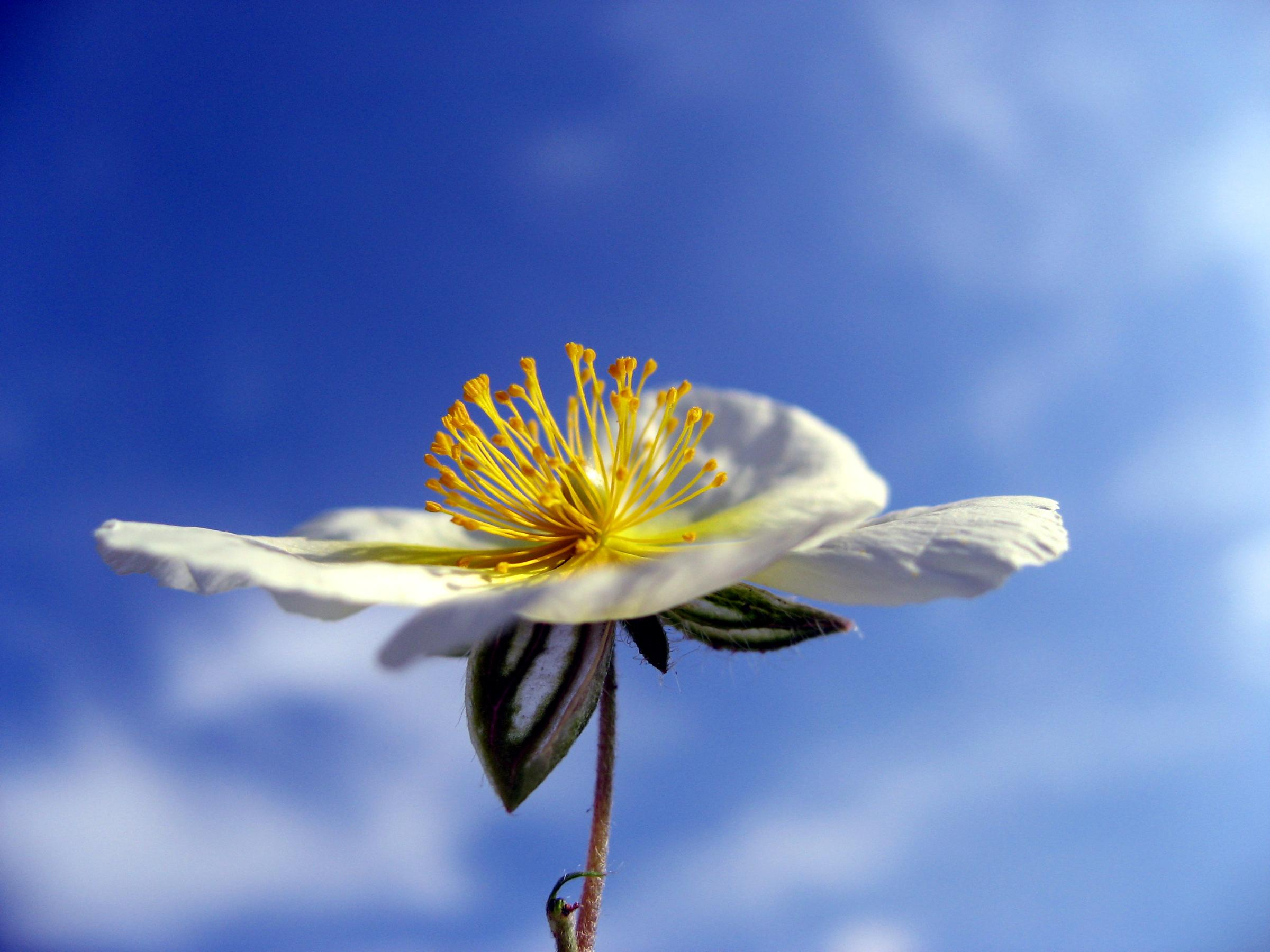
Detail bloemdek

De hermafrodiete bloemen staan met drie tot tien bij elkaar in een losse schicht. Ze zijn radiaal symmetrisch, met een dubbel bloemdek. De binnenste kelkblaadjes zijn 5 tot 10 mm lang, ovaal, met een stompe top, viltig behaard; de buitenste kelkblaadjes zijn veel korter en lijnlancetvormig. De vijf vrijstaande kroonblaadjes zijn 8 tot 20 mm lang, wit met gele basis. De stijl is vrij lang, knievormig gebogen aan de basis, naar boven toe verdikt.
De doosvrucht is ei- tot kegelvormig en behaard.
Het wit zonneroosje bloeit van mei tot juli.

## Habitaten verspreiding
Het wit zonneroosje komt vooral voor op warme, grazige of stenige, kalkrijke bodems, zoals in kalkgraslanden en op kalksteenrotsen, tot op een hoogte van 1800 m.
Hij komt vooral voor in het westelijk Middellandse Zeegebied, maar is ook lokaal te vinden in Zuid-Engeland, België, Frankrijk en Duitsland.
In België is de verspreiding beperkt tot enkele vindplaatsen in de Maasvallei tussen Namen en Dinant.
... · 
H. apenninum (Wit zonneroosje) · 
H. nummularium (Geel zonneroosje) · 
H. oelandicum (Ölands zonneroosje) · 
...